# Borghild Krane

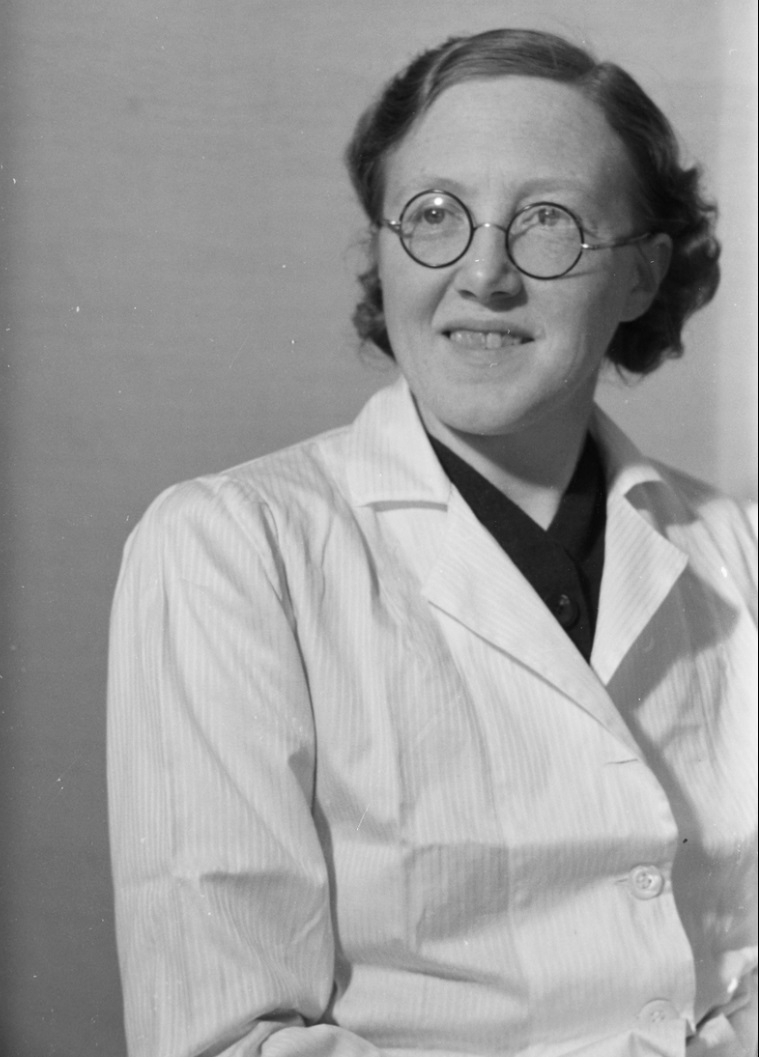
Borghild Krane 1940

Borghild Krane (* 7. Februar 1906 in Tromsø; † 14. Oktober 1997) war eine norwegische Psychiaterin und Schriftstellerin. Sie wirkt nach durch ihren Roman Følelsers forvirring über eine lesbische Liebe (1937) sowie als Initiatorin der katholischen Una-Voce-Bewegung (1964).

## Leben
Krane wuchs als drittes von vier Kindern des Bäckermeisters Petter M. Krane und seiner Frau Anna Olufine Krane in Tromsø auf. Sie absolvierte eine Bibliothekarsausbildung in den USA. Danach kehrte sie nach Norwegen zurück und studierte Medizin. Sie arbeitete als Psychiaterin und Bibliothekarin.
Ihrem Erstlingsroman Følelsers forvirring gab sie den Titel von Stefan Zweigs Novelle Verwirrung der Gefühle (1927), in der Zweig männliche Homosexualität thematisiert. Krane beschreibt die beiden einander liebenden Frauen realistisch und differenziert sowohl hinsichtlich der Unausweichlichkeit ihrer Gefühle als auch der Verschiedenheit ihres Umgangs damit. Grundton und Ausgang der Erzählung sind pessimistisch.
Neben weiteren Romanen verfasste sie zwei Monografien über die Schriftstellerin und Frauenrechtlerin Amalie Skram und eine über die Schriftstellerin, Nobel-Preisträgerin und Konvertitin Sigrid Undset.
1964, während des Zweiten Vatikanischen Konzils, schrieb sie einen Brief an katholische Persönlichkeiten mit dem Anliegen, die Liturgie der römisch-katholischen Kirche gegen die sich abzeichnende Liturgiereform zu verteidigen. Aus diesem Anstoß entwickelte sich die Una-Voce-Bewegung.
Borghild Kranes Grab ist auf dem Tromsøer Friedhof.

## Veröffentlichungen
- Følelsers forvirring, 1937
- Tre unge kvinner, 1938
- Det var engang en student, 1940
- I håpets tegn – okkupasjonsroman, 1948
- Amalie Skram og kvinnenes problem, 1951
- Amalie Skrams diktning. Tema og variasjoner, 1961
- Sigrid Undset. Liv og meninger, 1970
- Kvinner selv, 1972

## Zitat
| „Selv om man plutselig finner sig på et øde hav av ensomhet og forlatthet, så er det jo ikke verden som går under eller tilværelsen som taper sin mening, det er bare våre følelser som forvirres.“ (Borghild Krane, Følelsers forvirring, Aussage von Åse, einer der beiden Hauptfiguren) |  | „Auch wenn man sich plötzlich in einem öden Meer der Einsamkeit und Verlassenheit befindet, dann ist es ja nicht die Welt, die untergeht, oder das Dasein, das seine Bedeutung verliert, es sind nur unsere Gefühle, die sich verwirren.“ |